# Senat (Antigua und Barbuda)
Der Senat von Antigua und Barbuda ist das Oberhaus des Parlaments von Antigua und Barbuda.

## Mitglieder

### Ernennung
Die 17 Mitglieder des Senats werden vom Generalgouverneur für eine Amtszeit von 5 Jahren ernannt. 10 von ihnen werden vom Premierminister und vier vom jeweiligen Oppositionsführers vorgeschlagen. Ein Senator wird vom Barbuda Council in den Senat entsandt. Ein weiteres Mitglied, das seinen Wohnsitz auf Barbuda haben muss, wird wiederum vom Premierminister vorgeschlagen und einen Sitz kann der Generalgouverneur nach eigenem Dafürhalten ernennen. Zum Senator können nur Personen ernannt werden, die das 21. Lebensjahr vollendet haben, die Staatsangehörigkeit eines Staates des Commonwealth of Nations besitzen, ihren Wohnsitz seit mindestens zwölf Monaten in Antigua und Barbuda haben und deren Muttersprache Englisch ist. Ist ein Senator für eine gewisse Zeit verhindert, seine Aufgaben auszuüben, kann der Generalgouverneur einen Senator auf Zeit als Ersatz bestimmen. Nicht zum Senator ernannt werden können ausländische Staatsangehörige, Personen, die Insolvenz angemeldet haben oder an einer psychischen Störung leiden. Ebenfalls für einen Senatsposten ungeeignet sind Personen, die zum Tode oder zu einer Gefängnisstrafe von über einem Jahr verurteilt wurden. Selbiges gilt für Personen, die in den 10 Jahren vor ihrer Ernennung des Wahlbetrugs oder eines anderen Verbrechens für schuldig befunden wurden. Auch können Personen, die ein kirchliches Amt bekleiden, Richter am Obersten Gerichtshof, den Posten des Ombudsmann innehaben oder der Constituencies Boundaries Commission, der Judicial and Legal Services Commission, der Public Service Commission oder der Police Service Commission angehören oder als Wahlleiter tätig sind, nicht in den Senat berufen werden. Wird ein Senator zum Staatssekretär oder Minister ernannt, muss er sein Amt im Senat ruhen lassen. Für Streitigkeiten im Zusammenhang mit der Ernennung von Senatoren ist der Oberste Gerichtshof zuständig.

### Liste der derzeitigen Mitglieder
| Name                   | Ernannt auf Vorschlag der/des | Bemerkungen       |
| ---------------------- | ----------------------------- | ----------------- |
| Alincia Williams-Grant | Regierung                     | Präsidentin       |
| Lenox Weston           | Regierung                     |                   |
| Maureen Payne-Hyman    | Regierung                     |                   |
| Londel Benjamin        | Regierung                     |                   |
| Cheryl Hurst           | Regierung                     |                   |
| Michael Freeland       | Regierung                     |                   |
| Wigley George          | Regierung                     |                   |
| Shenella Govia         | Regierung                     |                   |
| Osbert Frederick       | Regierung                     | stellv. Präsident |
| Colin James            | Regierung                     |                   |
| Adrian Lee             | Regierung                     |                   |
| Sylvia O’Mard          | Generalgouverneur             |                   |
| Harold Lovell          | Opposition                    |                   |
| Jacqui Quinn-Leandro   | Opposition                    |                   |
| Shawn Nicholas         | Opposition                    |                   |
| Anthony Stuart         | Opposition                    |                   |
| Shaenique Fortune      | Barbuda Council               |                   |

## Sitzungen
Die Sitzungen des Senats werden vom Präsidenten oder seinem Stellvertreter geleitet. Die Sitzungsperiode legt der Generalgouverneur fest. An den Sitzungen hat der Attorney General teilzunehmen, sofern er vom Präsidenten des Senats oder dessen Stellvertreter hierzu aufgefordert wird. Dasselbe gilt für die Minister.